# Beckiella interlamellaris
Beckiella interlamellaris är en kvalsterart som beskrevs av Balogh och Sandór Mahunka 1978. Beckiella interlamellaris ingår i släktet Beckiella och familjen Dampfiellidae. Inga underarter finns listade.